# 江苏省总工会
江苏省总工会是江苏省地方工会和产业工会的领导机关，受中国共产党江苏省委员会和中华全国总工会领导。

## 历史沿革
1952年12月，江苏省总工会筹备委员会成立。1954年7月，江苏省工会联合会正式成立。